# Уильямс, Джеймс Эллиот
Джеймс Эллиот «Уилли» Уильямс (13 ноября 1930 – 13 октября 1999) – американский моряк, помощник боцмана, петти-офицер первого класса. удостоился медали Почёта в ходе Вьетнамской войны. Индеец чероки, один из 32 коренных американцев, награждённых медалью. Считается одним из наиболее награждённых военнослужащих нижних чинов в истории ВМС США.

## Биография
Родился в Форт-Милл, штат Южная Каролина. Спустя два месяца после рождения родители переехали с ним в Дарлингтон, штат Южная Каролина, где Уильямс провёл детство и юность. Посещал местные школы и окончил хай-скул св. Иоанна. В 1949 году женился на Элайн Уивер и родил с ней пятерых детей (дочь Дебби, сыновей Джеймса Эллиота-младшего, Стивена Майкла, Чарльза Эллиота и дочь Гейл), также у них было семь внуков.
8 августа 1947 года Уильямс в возрасте 17 лет вступил в ряды ВМС США, прошёл базовую подготовку в военно-морском учебном центре в Сан-Диего. Прослужил почти 20 лет, ушёл в отставку 26 апреля 1967 года в чине заместителя боцмана, петти-офицера первого класса. Участвовал в Корейской и Вьетнамской войнах. 14 мая 1968 года президент Линдон Джонсон вручил медаль Почёта Уильямсу на церемонии в зале Героев Пентагона. В 1977 году Уильямс получил почётное звание главного помощника боцмана.
В ходе Корейской войны Уильямс с ноября 1950 по июнь 1952 года служил на эсминце USS Douglas H. Fox. Служба Уильямса проходила у побережья Кореи, с марта по июнь 1952 года он участвовал в высадках рейдовых групп на лодках.
В апреле 1966 года в звании петти-офицера первого класса и помощника боцмана первого класса Уильямс в мае получил назначение в речной патруль Пятой речной эскадры, приняв командование над речным патрульным катером № 105 (PBR-105). Задачей отряда был перехват перевозок оружия, личного состава и снабжения Вьетконга и Народной армии Вьетнама на водных путях дельты реки Меконг в Южном Вьетнаме и обеспечение безопасного трафика не участвующих в войне лодок по реке и каналам.
31 октября 1966 года Уильямс, командуя катером PBR 105 и приданным другим катером, осуществлял поиск партизан Вьетконга, действующих в изолированной области дельты Меконга. Внезапно вьетконговцы с двух сампан открыли огонь по американцам. Пока Уильямс и его люди нейтрализовывали противника на одном сампане другой ушёл в близлежащий канал. Катер пустился в погоню и вскоре нашёл беглецов и целый улей Вьетконга. Партизаны с укреплённой позиции на берегу реки открыли огонь по катеру из гранатомётов и лёгкого стрелкового оружия.
Уильямс немедленно повёл катера против групп вражеских джонок и сампан. Он затребовал поддержку с воздуха эскадрильи атакующих вертолётов HA(L)-3. С прибытием помощи он предпринял новую атаку в сумерках. В результате трёхчасовой битвы ВМС США уничтожили тысячу партизан, пятьдесят лодок и сорвали крупную вражескую операцию снабжения. За свои действия в этот день Уильямс удостоился медали Почёта.
После почётного увольнения из рядов ВМС США Уильямс работал в корпорации Уэйкенхат. В 1969 году он был назначен маршалом района Южная Каролина, и прослужил на этом посту до мая 1977 года. Затем он был переведён в федеральный учебный центр правоохранительных органов в Гинко, штат Джорджия в качестве инструктора и национального оружейника…
13 октября 1999 года Уильямс умер и был похоронен на Национальном кладбище Флоренс, штат Южная Каролина.

## Военные награды
|                            |                                       |                             |                                       |
|                            |                                       |                             |                                       |
|                            | Золотая звезда повторного награждения |                             | Золотая звезда повторного награждения |
|                            |                                       |                             | Золотая звезда повторного награждения |
| Бронзовая звезда за службу |                                       | Серебряная звезда за службу |                                       |
|                            | Бронзовая звезда за службу            |                             |                                       |
|                            |                                       |                             |                                       |
|                            |                                       |                             |                                       |
|                            |                                       |                             |                                       |

| Enlisted Small Craft Insignia                                                                      |                                                                                     |                                                                                            |                                                                                            |
| Медаль Почёта                                                                                      |                                                                                     |                                                                                            |                                                                                            |
| Крест ВМС                                                                                          | Серебряная звезда с 5/16 дюймовой золотой звездой повторного награждения            | Орден «Легион почёта» с литерой «V»                                                        | Медаль ВМФ и Корпуса морской пехоты с 5/16 дюймовой золотой звездой повторного награждения |
| Бронзовая звезда с литерой «V» и and двумя 5/16 дюймовыми золотыми звёздами повторного награждения | Пурпурное сердце с двумя 5/16 дюймовыми золотыми звёздами повторного награждения    | Похвальная медаль ВМС с литерой «V» и 5/16 дюймовой золотой звездой повторного награждения | Боевая ленточка ВМС с 5/16 дюймовой золотой звездой повторного награждения                 |
| Президентская благодарность подразделению с 3/16 дюймовой бронзовой звездой за службу              | Благодарность части Военно-морского флота                                           | Медаль «За безупречную службу» ВМС с 3/16 дюймовой серебряной звездой за службу            | Navy Expeditionary Medal                                                                   |
| Медаль «За службу в Китае»                                                                         | Медаль «За службу национальной обороне» с 3/16 дюймовой бронзовой звездой за службу | Медаль «За службу в Корее» с двумя 3/16 дюймовыми бронзовыми звёздами за службу            | Медаль экспедиционных вооружённых сил                                                      |
| Медаль «За службу во Вьетнаме» с двумя 3/16 дюймовыми бронзовыми звёздами за службу                | Крест «За храбрость» (Южный Вьетнам) с золотой звездой и пальмовым листом           | Благодарность президента Республики Корея                                                  | Крест «За храбрость» для подразделения с пальмовым листом                                  |
| Медаль «За гражданские действия» (Южный Вьетнам) для подразделенияс пальмовым листом               | Медаль «За службу ООН в Корее»                                                      | Медаль «За кампанию во Вьетнаме» (Южный Вьетнам)                                           | Медаль «За службу на Корейской войне»                                                      |
| Craftmaster badge                                                                                  |                                                                                     |                                                                                            |                                                                                            |

- 4 gold service stripes.